# Parte întreagă și parte fracționară
Se definește partea întreagă și partea fracționară a unui număr real astfel:
Fie x un număr real.
1. Se numește parte întreagă a lui x cel mai apropiat întreg mai mic sau egal cu x.
2. Se numește parte fracționară a lui x diferența dintre număr și partea lui întreagă.

Definiția este sugerată de axioma lui Arhimede: Pentru orice număr real  x, există un număr întreg n, unic, astfel încât   n ≤ x < n + 1.
Gauss a introdus notatia {\displaystyle \left[x\right]}.

## Notații
- {\displaystyle [x]} - partea întreagă a numărului real x.
- {\displaystyle {\begin{Bmatrix}x\end{Bmatrix}}}  - partea fracționară a numărului real x.

## Exemple
- {\displaystyle \left[35,67\right]=35}
- {\displaystyle {\begin{Bmatrix}35,67\end{Bmatrix}}=0,67}

- {\displaystyle \left[-35,67\right]=-36}
- {\displaystyle {\begin{Bmatrix}-35,67\end{Bmatrix}}=0,33}

## Proprietăți imediate
- Partea întreagă a oricărui număr real este un număr întreg, adică {\displaystyle \left[x\right]\in \mathbb {Z} }, pentru orice {\displaystyle x\in \mathbb {R} }

{\displaystyle \left[x\right]={\begin{cases}{\mbox{...}}\\-2,&{\mbox{pentru }}x\in \left[-2,-1\right)\\-1,&{\mbox{pentru }}x\in \left[-1,0\right)\\0,&{\mbox{pentru }}x\in \left[0,1\right)\\1,&{\mbox{pentru }}x\in \left[1,2\right)\\2,&{\mbox{pentru }}x\in \left[2,3\right)\\{\mbox{...}}\end{cases}}}
- Orice număr întreg mai mic sau egal cu x este mai mic sau egal decât partea întreagă a lui x: {\displaystyle \forall n\in \mathbb {Z} }, {\displaystyle \forall x\in \mathbb {R} ,n\leq x\Rightarrow \;n\leq [x]}

- Partea întreagă a unui număr este egală cu numărul, dacă și numai dacă numărul este întreg, adică {\displaystyle \left[x\right]=x\Leftrightarrow x\in \mathbb {Z} }

- Din Axioma lui Arhimede, rezultă inegalitatea părții întregi: Orice număr real este încadrat de doi întregi consecutivi,

adică pentru orice {\displaystyle x\in \mathbb {R} }
{\displaystyle \left[x\right]\leq \ x<\left[x\right]+1},
de unde rezultă că
{\displaystyle x-1<\left[x\right]\leq \ x}
- Partea fracționară a unui număr real este un număr pozitiv subunitar sau nul: {\displaystyle 0\leq {\begin{Bmatrix}x\end{Bmatrix}}<1}, pentru orice {\displaystyle x\in \mathbb {R} }

- Partea fracționară a unui număr întreg este nulă: {\displaystyle x\in \mathbb {Z} \Leftrightarrow {\begin{Bmatrix}x\end{Bmatrix}}=0}, pentru orice {\displaystyle x\in \mathbb {Z} }

Remarcă: Mulțimea numerelor reale se poate scrie ca reuniunea tuturor intervalelor care au capete numere întregi consecutive: 
{\displaystyle \mathbb {R} =\bigcup _{n\in \mathbb {Z} }^{}\left[n,n+1\right)}

## Alte proprietăți
- Propoziția 1:  Dacă {\displaystyle x<y}, atunci {\displaystyle \left[x\right]\leq \left[y\right]}

Demonstrație:
Din  {\displaystyle \left[x\right]\leq \ x\leq \ y}, cum {\displaystyle \left[x\right]} este un număr întreg mai mic sau egal decât y, rezultă că {\displaystyle \left[x\right]+\left[y\right]\leq x+y}, cum membrul stâng este un număr întreg și cel drept un număr real, rezultă {\displaystyle \left[x\right]\leq \left[y\right]}
- Propoziția 2: Partea întreagă a sumei a două numere reale este mai mare sau egală cu suma părților întregi ale fiecărui număr: {\displaystyle \left[x+y\right]\geq \ \left[x\right]+\left[y\right]}, pentru orice {\displaystyle x,y\in \mathbb {R} }

Demonstrație:
Din  {\displaystyle \left[x\right]\leq \ x} și  {\displaystyle \left[y\right]\leq \ y}, rezultă {\displaystyle \left[x\right]+\left[y\right]\leq \ x+y}. Cum membrul stâng este un număr întreg și membrul drept este un număr real, rezultă că membrul stâng este mai mic decât partea întreagă a membrului drept: {\displaystyle \left[x\right]+\left[y\right]\leq \ \left[x+y\right]}
- Propoziția 3: Orice termen număr întreg al unei sume "se pierde" de sub partea întreagă:  {\displaystyle \left[x+n\right]=\left[x\right]+n}, pentru orice {\displaystyle x\in \mathbb {R} } și {\displaystyle n\in \mathbb {Z} }

Demonstrație:
Fie {\displaystyle x\in \mathbb {R} }. Se notează {\displaystyle k=\left[x\right]}. La inegalitatea părții întregi se adună k în toți membrii: {\displaystyle \left[x\right]\leq \ x<\left[x\right]+1|+k}, ceea ce este echivalent cu {\displaystyle \left[x\right]+k\leq \ x+k<\left[x\right]+k+1}. Așadar, numărul real {\displaystyle \left[x\right]+k} este situat între doi întregi consecutivi, deci,  {\displaystyle \left[x+n\right]=\left[x\right]+n}.
- Propoziția 4: Orice termen număr întreg al unei sume "iese" de sub partea fracționară:  {\displaystyle {\begin{Bmatrix}x+n\end{Bmatrix}}={\begin{Bmatrix}x\end{Bmatrix}}}, pentru orice {\displaystyle x\in \mathbb {R} } și {\displaystyle n\in \mathbb {Z} }

Demonstrație:
Fie {\displaystyle x\in \mathbb {R} }. {\displaystyle {\begin{Bmatrix}x+n\end{Bmatrix}}=x+n-\left[x+n\right]=x+n-\left(\left[x\right]+n\right)=x+n-\left[x\right]-n=x-\left[x\right]={\begin{Bmatrix}x\end{Bmatrix}}}
- Propoziția 5: Identitatea lui Hermite: {\displaystyle \left[x\right]+\left[x+{\frac {1}{2}}\right]=\left[2x\right]}

Demonstrație: Fie {\displaystyle x\in \mathbb {R} } cu {\displaystyle \left[x\right]=n\Leftrightarrow n\leq x<n+1}
- Dacă x se află în prima jumătate a intervalului, adică: {\displaystyle n\leq x<n+{\frac {1}{2}}} ,  se obține {\displaystyle n+{\frac {1}{2}}\leq x+{\frac {1}{2}}<n+1}, deci {\displaystyle \left[x+{\frac {1}{2}}\right]=n}. Așadar, {\displaystyle \left[x\right]+\left[x+{\frac {1}{2}}\right]=n+n=2n}   (1).

{\displaystyle n\leq x<{\frac {2n+1}{2}}|\cdot 2\Leftrightarrow 2n\leq 2x<2n+1}, deci {\displaystyle \left[2x\right]=2n} (2).
Din (1) și (2) rezultă {\displaystyle \left[x\right]+\left[x+{\frac {1}{2}}\right]=\left[2x\right]}.
- Dacă x se află în a doua jumătate a intervalului, adica: {\displaystyle n+{\frac {1}{2}}\leq x<n+1}, rezultă {\displaystyle n+1\leq x+1/2<n+{\frac {3}{2}}}, deci {\displaystyle \left[x+{\frac {1}{2}}\right]=n+1}, deci {\displaystyle \left[x\right]+\left[x+{\frac {1}{2}}\right]=2n+1} (3)

{\displaystyle {\frac {2n+1}{2}}\leq x<n+1|\cdot 2\Leftrightarrow 2n+1\leq 2x<2n+2}, deci {\displaystyle \left[2x\right]=2n+1} (4)
Din (3) și (4) rezultă {\displaystyle \left[x\right]+\left[x+{\frac {1}{2}}\right]=\left[2x\right]}.

## Funcția parte întreagă
Funcția {\displaystyle f:\mathbb {R} \rightarrow \mathbb {Z} }, {\displaystyle f(x)=\left[x\right]}, pentru orice {\displaystyle x\in \mathbb {R} } se numește funcția parte întreagă.
Câteva proprietăți ale acestei funcții:
- Monotonie  - monoton crescătoare pe {\displaystyle \mathbb {R} }: Dacă {\displaystyle x_{1},x_{2}\in \mathbb {R} ,x_{1}<x_{2}}, atunci {\displaystyle f(x_{1})\leq f(x_{2})}.
- Injectivitate - nu este injectivă (pentru că ia de mai multe ori aceeași valoare).
- Surjectivitate - este surjectivă, adică orice număr întreg este partea întreagă a cel puțin unui număr real: {\displaystyle \forall n\in \mathbb {Z} }, {\displaystyle \exists x\in \mathbb {R} }, astfel încât {\displaystyle n=f\left(x\right)}.
- Continuitate: este continuă în orice număr real, neîntreg (este discontinuă în orice număr întreg, dar continuă la dreapta); domeniul de continuitate este {\displaystyle \mathbb {R} } \ {\displaystyle \mathbb {Z} }.
- Derivabilitate: fiind constantă pe porțiuni, are derivata nulă; domeniul de derivabilitate este {\displaystyle \mathbb {R} } \ {\displaystyle \mathbb {Z} }.
- Alte proprietăți:

{\displaystyle f(x+y)\geq f(x)+f(y)},{\displaystyle \forall x,y\in \mathbb {R} } (din Propoziția 2)
{\displaystyle f(x+n)=f(x)+f(n),\forall x\in \mathbb {R} },{\displaystyle \forall n\in \mathbb {Z} } (din Propoziția 3)

## Funcția parte fracționară
Funcția {\displaystyle f:\mathbb {R} \rightarrow [0,1)}, {\displaystyle f(x)={\begin{Bmatrix}x\end{Bmatrix}}}, pentru orice {\displaystyle x\in \mathbb {R} } se numește funcția parte fracționară. Câteva proprietăți ale acestei funcții:
- Monotonie - este strict crescătoare pe orice interval de forma {\displaystyle [n,n+1)}, unde {\displaystyle n\in \mathbb {N} }: Dacă {\displaystyle x_{1},x_{2}\in [n,n+1),x_{1}<x_{2}}, atunci {\displaystyle f(x_{1})<f(x_{2})}.
- Injectivitate - nu este injectivă (pentru că ia de mai multe ori aceeași valoare).
- Surjectivitate - este surjectivă, adică orice număr subunitar pozitiv sau nul este partea fracționară a cel puțin unui număr real: {\displaystyle \forall y\in [0,1)}, {\displaystyle \exists x\in \mathbb {R} }, astfel încât {\displaystyle y=f\left(x\right)}.
- Continuitate: este continuă în orice număr real, neîntreg (este discontinuă în orice număr întreg, dar continuă la dreapta); domeniul de continuitate este {\displaystyle \mathbb {R} } \ {\displaystyle \mathbb {Z} }.
- Derivabilitate: fiind egală cu diferența dintre {\displaystyle x} și un n umăr întreg, are derivata egală cu 1; domeniul de derivabilitate este {\displaystyle \mathbb {R} } \ {\displaystyle \mathbb {Z} }.
- Alte proprietăți:

{\displaystyle f(x+n)=f(x),\forall x\in \mathbb {R} },{\displaystyle \forall n\in \mathbb {Z} } (din Propoziția 4)